# Яковлев, Дмитрий Георгиевич
Дмитрий Георгиевич Яковлев (род. 5 сентября 1947 года в Штральзунде) — российский физик, специалист в области физики нейтронных звёзд, член-корреспондент РАН (2011).

## Биография
Родился 5 сентября 1947 года.
В 1971 году — с отличием окончил физико-механический факультет (кафедра экспериментальной ядерной физики) Ленинградского политехнического института.
В 1981 году — защитил кандидатскую диссертацию, тема: «Явления переноса тепла и заряда в нейтронных звёздах и белых карликах».
В 1992 году — защитил докторскую диссертацию, тема: «Кинетика вещества нейтронных звёзд».
С 2011 по 2022 год заведовал сектором теоретической астрофизики Физико-технического института имени А. Ф. Иоффе РАН.
В 2011 году — избран членом-корреспондентом РАН.

## Общественная позиция
В феврале 2022 года подписал открытое письмо российских учёных и научных журналистов с осуждением вторжения России на Украину и призывом вывести российские войска с украинской территории.

## Научная деятельность
Специалист в области физики нейтронных звёзд, автор многих работ по нелинейной оптике.
Основные научные результаты:
- разработана кинетическая теория и теория нейтринного излучения вещества в условиях экстремально высоких плотностей, магнитных полей и сверхтекучести барионов в ядрах нейтронных звёзд;
- разработан и реализован метод исследования внутреннего строения сверхтекучих нейтронных звёзд путём сравнения теории остывания звёзд с наблюдениями изолированных и аккрецирующих нейтронных звёзд;
- исследовано внутреннее строение нейтронных звёзд с помощью разработанного метода;
- наложены ограничения на уравнение состояния сверхплотного вещества;
- обнаружены первые серьёзные свидетельства наличия сверхтекучести барионов в ядрах остывающих нейтронных звёзд.

Ведёт преподавательскую работу — читает курсы теоретической физики и астрофизики более 30 лет (Санкт-Петербургский государственный политехнический университет, Санкт-Петербургский академический университет).
Член Международного астрономического союза, член диссертационного совета, член Учёного совета Отделения общей физики, физики плазмы и астрофизики Физико-технического института имени А. Ф. Иоффе РАН.